# Maurice Duchoud
Pour les articles homonymes, voir Duchoud.
Maurice Duchoud, né le 6 août 1907 à Saint-Gingolph (Haute-Savoie) et mort le 15 juillet 1983 à Évian-les-Bains (Haute-Savoie), est un homme politique français.

## Biographie
Boucher à Saint-Gingolph, comme son père, Maurice Duchoud est président du syndicat professionnel départemental lorsqu'il rejoint, en 1952, l'UDCA.
En tête de la liste poujadiste pour les élections de 1956, il obtient 9,5 % des voix mais, grâce à l'apparentement avec deux autres listes de la mouvance poujadiste, est élu député.
Tonitruant et vitupérant, comme beaucoup des députés de son groupe, il est rappelé à l'ordre en février 1956 après avoir traité en séance le président de l'Assemblée nationale, André Le Troquer, de tricheur.
En mai 1956, son élection comme député est invalidée, du fait de l'irrégularité de l'apparentement des listes. Apparaît aussi dans le débat une controverse sur la double nationalité franco-suisse de Duchoud, renforcée par la production d'une lettre datant de mai 1940 par laquelle il demandait à être démobilisé et abandonner la nationalité française.
Par la suite, il n'a plus d'activité politique notable.

## Détail des fonctions et des mandats
Mandat parlementaire
- 2 janvier 1956 - 23 mai 1956 : Député de la Haute-Savoie